# Валютные войны
Валю́тные во́йны, или конкуре́нтная девальва́ция, — последовательные преднамеренные действия правительств и центробанков нескольких стран по достижению относительно низкого обменного курса для своей национальной валюты с целью увеличения собственных объёмов экспорта и сокращения импорта. Увеличение объёмов экспорта происходит за счёт снижения в иностранной валюте себестоимости производства отечественных предприятий-экспортёров и возможности снизить цены на продукцию экспортёров. При обесценении местной валюты импорт становится дороже и, следовательно, уменьшается, что создаёт конкурентные преимущества для местных производителей.

## История
Явление валютных войн до последнего времени было достаточно редким. Широко признано, что одним из эпизодов является произошедший в 1930 году, когда некоторые государства осуществляли продажи валюты ниже её реальной стоимости, с целью подавления объемов внешней торговли других стран.
Глава МВФ Доминик Стросс-Кан 2 октября 2010 года заявил, со ссылкой на ситуацию в Китае и заявление Минфина Бразилии о начале мировой валютной войны, что новая вспышка валютных войн вновь возможна.

## Возможное регулирование
Профессор Калифорнийского университета Беркли Барри Эйхенгрин считает, что итогом ослабления национальных валют будет частично скоординированная либерализация монетарной политики.